# Yoshihito Yamaji
Yoshihito Yamaji (jap. 山路 嘉人, Yamaji Yoshihito; * 13. Januar 1971 in der Präfektur Miyagi) ist ein ehemaliger japanischer Fußballspieler.

## Karriere
Yamaji erlernte das Fußballspielen in der Schulmannschaft der Ishinomaki Commercial High School und der Universitätsmannschaft der Kokushikan-Universität. Seinen ersten Vertrag unterschrieb er 1993 bei Toshiba. Der Verein spielte in der zweithöchsten Liga des Landes, der Japan Football League. Für den Verein absolvierte er 34 Spiele. 1996 wechselte er zum Ligakonkurrenten Brummell Sendai (heute: Vegalta Sendai). Für den Verein absolvierte er 100 Spiele. Ende 2000 beendete er seine Karriere als Fußballspieler.